# قله مالچین
قله مالچین (به لاتین: Malchin Peak) یک کوه در مغولستان است که در مغولستان واقع شده‌است. قله مالچین ۴٬۰۵۰ متر بالاتر از سطح دریا واقع شده‌است.